# Kresten Bjerre
Kresten Bjerre (Koppenhága, 1946. február 22. – 2014. február 19.) válogatott dán labdarúgó, hátvéd, edző.

## Pályafutása

### A válogatottban
1967 és 1973 között 22 alkalommal szerepelt a dán válogatottban és 12 gólt szerzett.

## Sikerei, díjai

### Játékosként
Akademisk BK
- Dán bajnokság
  - bajnok: 1967

 RWD Molenbeek
- Belga bajnokság
  - bajnok: 1974–75
- UEFA-kupa
  - elődöntős: 1976–77

### Edzőként
Køge BK
- Dán kupa
  - döntős: 1979